# Ord (Nebraska)
Pour les articles homonymes, voir Ord.
Ord est une ville américaine située dans l'État du Nebraska. Elle est le siège du comté de Valley.
Son aéroport est nommé « Sharp Field » en hommage à l'aviatrice Evelyn Sharp (1919-1944).